# Laccornis nemorosus
Laccornis nemorosus är en skalbaggsart som beskrevs av Wolfe och Roughley 1990. Laccornis nemorosus ingår i släktet Laccornis och familjen dykare. Inga underarter finns listade i Catalogue of Life.